# Ben Franks
Benjamin John "Ben" Franks (27 de março de 1984) é um jogador de rugby neozelandês, que joga na posição de forward.

## Carreira
Ben Franks integrou o elenco da Seleção de Rugby Union da Nova Zelândia campeão na Copa do Mundo de Rugby Union de 2015.